# Zeheba aureata
Zeheba aureata är en fjärilsart som beskrevs av Moore 1888. Zeheba aureata ingår i släktet Zeheba och familjen mätare. Inga underarter finns listade i Catalogue of Life.